# Gibraltar, Wisconsin
Gibraltar är en kommun (town) i Door County i delstaten Wisconsin i USA. Enligt United States Census Bureau har Gibraltar 1 068 invånare (2015).